# 氷室京介
氷室 京介（ひむろ きょうすけ、1960年〈昭和35年〉10月7日 - ）は、日本の歌手、シンガーソングライター。
群馬県高崎市倉賀野町出身。BeatNix所属。公式ファンクラブは「KING SWING」。
1982年、氷室 狂介名義でロックバンドBOØWYのヴォーカリストとして、アルバム『MORAL』でデビュー。1988年4月5日、およそ7年の活動期間を以てBOØWYは解散する。1988年、シングル『ANGEL』でソロデビュー。同年オリコン年間順位8位となった。
1994年以降、国外での音楽制作が増え、1997年に家族と共にロサンゼルスに移住した。ロサンゼルスという環境で、本場の名だたるエンジニア、ミュージシャン等との作業がしやすくなったという。近年はセルフプロデュースが主であった。
なお、アーティスト英語表記は「KYOSUKE HIMURO」だが、『ザ・ベストテン』（TBS）のランキングボードや『歌のトップテン』（日本テレビ）の順位発表画面においては1989年頃、当時のシングルのジャケットのアーティスト表記に準じて「HIMURO KYOSUKE」と姓名が逆になっている。

## 経歴

### アマチュア時代
高校二年生の時に音楽を始める。上京後、バンド活動をしながらヒモのような生活をしていたが、このままではマズイと感じ、「夢を叶えるための仮の姿」だと自分に言い聞かせ、英語教材を販売する会社に就職。40万円のセットがよく売れ、全国売り上げ8位となり月給150万円となる。しかし上司に過度に将来性を期待されることが重荷で、このままでは夢を諦めないといけなくなると考え、上司に「音楽で夢をつかみたいんです」と事情を話し、円満退社する。

### BOØWY時代
- 1980年
  - 織田哲郎の後任ボーカリストとしてスピニッヂ・パワーでレコードデビューを果たしたが[6]、思い通りにならないことが多く脱退[7]。群馬へ帰る決意をした頃、当時の交際女性から貰ったチケットで、思い出のつもりで7月5日、日比谷野外音楽堂でのRCサクセションのライブを観る。それが新たなモチベーションを与えたといわれている。当時18歳の布袋寅泰[注釈 2]を電話で六本木の「アマンド」に呼び出し、バンド結成の話を持ちかけた。そして、彼の協力のもと曲を作り、新たなバンド作りに取り掛かる。2人が再会した際に、布袋は、「群馬時代は硬派な印象だった氷室の風貌がニューウェーブ風になっていることに驚いた」というエピソードを残している。9月、松井恒松が加入。その後、深沢和明、諸星アツシが加入。
- 1981年
  - バンド名を「暴威」と命名。5月11日、新宿ロフトでデビューライブ「暴威LOFT FIRST LIVE」を行う。高橋まことが加入。
- 1982年
  - バンド名をBOØWYに改名。3月21日、アルバム『MORAL』でBOØWYのボーカリストとして再レコードデビュー。
- 1984年
  - 12月「狂介」から「京介」に改名[注釈 3]。
- 1987年
  - 12月24日 - 既に絶頂期の人気を獲得していたBOØWYは、解散するという噂とともにツアーを続けていた。ファイナルの渋谷公会堂のアンコールの時に、氷室がバンドの終焉を宣言した。
- 1988年
  - 4月4日、5日完成間もない東京ドームで、2日間にわたるBOØWYのライブLAST GIGSが行われ、BOØWYとしての活動に幕を下ろした。

### ソロ始動
- 1988年
  - 7月21日 解散公演から3ヶ月後の7月21日、シングル「ANGEL」でソロデビュー。その後の7月25日に、真駒内陸上競技場で「KING OF ROCK SHOW "DON'T KNOCK THE ROCK"」ツアーも開始[注釈 4]。
  - 9月1日 ファーストソロアルバム『Flowers for Algernon』リリース。
  - 10月1日 高松市総合体育館で「KING OF ROCK SHOW "FLOWERS for ALGERNON"」ツアーを開始。後に、このライヴ・ツアーの1989年1月3〜4日、東京ドーム公演と「KING OF ROCK SHOW "DON'T KNOCK THE ROCK"」ツアー公演の模様は1989年6月28日にビデオ『KING OF ROCK SHOW of 88'S-89'S TURNING PROCESS』としてリリース。
  - 10月7日 セカンド・シングル「DEAR ALGERNON」リリース。
  - 10月27日 STINGの東京ドーム来日コンサートに出演する。
  - 12月12日 - 15日 KING SWING[注釈 5]香港ツアー（香港QUEEN ELIZABETH STADIUMにてライブコンサート）
  - 12月31日 ファーストソロアルバム『Flowers for Algernon』で第30回日本レコード大賞・アルバム大賞、シングル「ANGEL」で金賞をそれぞれ受賞。同番組にも出演。
- 1989年（平成元年）
  - 7月21日 Charlie Sexton（ギターリスト）の東京公演にゲスト出演。
  - 7月26日 サード・シングル「SUMMER GAME」リリース。
  - 8月6日「HIROSHIMA '89 LIVE」に出演（sp≒eed名義でのシークレット出演）。
  - 9月6日 4作目シングル「MISTY〜微妙に〜」リリース。
  - 9月27日 セカンド・アルバム『NEO FASCIO』リリース。
  - 10月6日 群馬音楽センターで「"NEO FASCIO"TOUR」を開始。
- 1990年（平成2年）
  - 2月26日 福岡国際センターで「"NEO FASCIO ENCORE" TOUR ARENA '90」を開始。後に、このライヴ・ツアーの1990年4月3日、東京ドーム（最終日）公演の模様は、1990年7月27日にビデオ『NEO FASCIO TURNING POINT』としてリリース。
  - 4月13日 - 18日 KING SWING ハワイツアーを敢行。
  - 5月16日 5作目シングル「JEALOUSYを眠らせて」リリース。
  - 7月7日「GOLDEN AGE OF R&R（日比谷野外音楽堂）」に出演（sp≒eed名義でのシークレット出演[注釈 6]）。
  - 8月6日「JT SUPER SOUND '90（真駒内陸上競技場）」に出演（sp≒eed名義でのシークレット出演[注釈 7]）。このイベントには布袋寅泰も出演していた。
  - 8月12日「ロックンロールオリンピック（スポーツランドSUGO）」に出演（sp≒eed名義でのシークレット出演）。
  - 10月27日 ARBのラストコンサート（代々木体育館）にゲスト出演（「TOKYO CITYは風だらけ」を競演する）。
  - 12月24日 ビデオ『Birth of Lovers』リリース。
- 1991年（平成3年）
  - 2月27日 6作目シングル「CRIME OF LOVE」リリース。
  - 4月6日 サード・アルバム『Higher Self』リリース。
  - 5月9日 群馬音楽センターで「OVER SOUL MATRIX TOUR 1991」を開始。後に、このライヴ・ツアーの1991年8月22〜23日、横浜アリーナ公演の模様は、1991年11月27日にビデオ『OVER SOUL MATRIX』としてリリース。
  - 8月1日「JT SUPER SOUND '91（日本武道館）」に出演（この模様は日本テレビにて放送。「LOVE & GAME」を演奏する）。
- 1992年（平成4年）
  - 2月26日 7作目シングル「URBAN DANCE」リリース。
  - 4月25日 リミックス・アルバム『masterpiece #12』リリース。
  - 11月7日 8作目シングル「GOOD LUCK MY LOVE」リリース。
  - 12月7日 9作目シングル「KISS ME」リリース。自身初のミリオンセラーを達成する。
- 1993年（平成5年）
  - 1月7日 4作目アルバム『Memories Of Blue』リリース。累計130万枚を超える大ヒットとなる[注釈 8]。
  - 1月11日 横浜アリーナで「TOUR 1993 "L'EGOISTE"」を開始。後に、このライヴ・ツアーの1993年5月12日、国立代々木競技場第一体育館（最終日）公演の模様は、2009年2月25日にDVD『L'EGOISTE』としてリリース。
  - 4月28日 ビデオ『CAPTURED CLIPS』リリース。

- 1994年（平成6年）
  - 8月29日 10作目シングル「VIRGIN BEAT」リリース。
  - 9月26日 5作目アルバム『SHAKE THE FAKE』リリース。
  - 10月12日 横浜アリーナで「SHAKE THE FAKE」ツアーを開始。後に、このライヴ・ツアーの1994年12月24〜25日、東京ドーム公演の模様は、1995年12月10日にビデオ『LIVE AT THE TOKYO DOME SHAKE THE FAKE TOUR』としてリリース。
  - この頃から自身の希望によりアメリカでの活動が増える。

- 1995年（平成7年）
  - 3月7日「阪神・淡路大震災チャリティーコンサート」に出演する（布袋寅泰も出演）。
  - 7月19日 シングル・コレクション・アルバム『SINGLES』リリース。
  - 10月 東芝EMIからポリドールへ移籍。個人レーベル“BeatNix”設立[注釈 9]。
  - 10月25日 11作目シングル「魂を抱いてくれ」リリース。
- 1996年（平成8年）
  - 6月24日 12作目シングル「STAY」リリース。
  - 8月15日 13作目シングル「SQUALL」リリース。
  - 9月30日 6作目アルバム『MISSING PIECE』リリース。

### 渡米後
- 1997年（平成9年）
  - この年に家族とロサンゼルスに移住[注釈 10]。
  - 1月15日 14作目シングル「WALTZ」リリース。
  - 5月14日 ビデオ『MISSING PIECE』リリース。
  - 6月4日 15作目シングル「NATIVE STRANGER」リリース。
  - 10月29日 16作目シングル「HEAT」リリース。
  - 12月10日 7作目アルバム『I・DE・A』リリース。
- 1998年（平成10年）
  - 6月24日 ベスト・アルバム『Collective SOULS 〜THE BEST OF BEST〜』リリース。
  - 7月15日 横浜アリーナで「TOUR "COLLECTIVE SOULS"1998 One Night Stand」を開始。後に、このライヴ・ツアーの1998年9月19〜20日、横浜スタジアム公演の模様は、1998年12月9日にCDライヴ・アルバム『The One Night Stands 〜TOUR "COLLECTIVE SOULS" 1998〜』としてリリースされ、また、12月24日には同じ内容のライヴを収録したビデオ『The One Night Stands 〜TOUR "COLLECTIVE SOULS" 1998〜』をリリース。
- 1999年（平成11年）
  - 8月18日 17作目シングル「SLEEPLESS NIGHT 〜眠れない夜のために〜」リリース。
  - 10月27日 18作目シングル「ダイヤモンド・ダスト」リリース。
  - 12月24日 ビデオ『100152』リリース。
- 2000年（平成12年）
  - 1月15日 19作目シングル「永遠 〜Eternity〜」リリース。
  - 2月23日 8作目アルバム『MELLOW』リリース。
  - 6月28日 20作目シングル「炎の化石」リリース。同時に、過去にポリドールでリリースされた8cmCDシングル6枚がマキシ・シングルとして再発売された。
  - 10月18日 9作目アルバム『beat haze odyssey』とDVD(CD-ROM)『Digital BeatNix Tower』を同時にリリース。また、結城市民文化センターで「KYOSUKE HIMURO TOUR 2000"BEAT HAZE ODYSSEY"」を開始。
  - 12月31日 「KYOSUKE HIMURO TOUR 2000"BEAT HAZE ODYSSEY"」のファイナル公演として国立代々木競技場第二体育館にて自身初となるカウントダウンライブ（公式ファンクラブKING SWING会員限定）を開催。
- 2001年（平成13年）
  - 1月1日 21作目シングル「Girls Be Glamorous」リリース。
  - 9月27日 ベスト・アルバム『Ballad 〜La Pluie』リリース。
- 2002年（平成14年）
  - ポリドールから東芝EMIへ復帰。
- 2003年（平成15年）
  - ソロ15周年に当たるこの年、ベスト・アルバム『Case of HIMURO』が3月19日にリリース。その後の2003年7月20日、さいたまスーパーアリーナで「15th Anniversary Special LIVE "Case of HIMURO"」と称したライブを行った[注釈 11]。そのライヴの模様は、2003年11月25日にDVD『Case of HIMURO 15th Anniversary Special LIVE』としてリリース。
  - 7月21日 22作目シングル「Claudia」リリース。同時に過去に東芝EMIでリリースされた8枚のCDアルバムが再発売された。
  - 8月20日 10作目アルバム『Follow the wind』リリース。
  - 8月29日 市原市市民会館で「KYOSUKE HIMURO TOUR 2003 "HIGHER THAN HEAVEN"」を開始。後に、このライヴ・ツアーの2003年11月23日、国立代々木競技場第一体育館（最終日）公演の模様は、2004年8月18日にDVD『HIGHER THAN HEAVEN〜AT YOYOGI NATIONAL STADIUM』としてリリース[注釈 12]。
- 2004年（平成16年）
  - 8月22日 東京ドームでしばらく封印していたBOØWY時代の曲を自らのソロ曲と共に演奏する「KYOSUKE HIMURO "21st Century Boøwys VS HIMURO"」を行い、5万5千人のファンが全国から集まった。そのライヴの模様は、2004年12月24日にDVD『21st Century Boøwys Vs Himuro』としてリリースされ、また、同じ内容のライヴを収録したCDライヴ・アルバム『21st Century Boøwys Vs Himuro』も同時にリリース[注釈 13]。
  - 9月8日 23作目シングル「Wild Romance」リリース。
  - 9月19日 羽生市産業文化会館で「KYOSUKE HIMURO TOUR 2004 "SOUL STANDING BY〜"」を開始。後に、このライヴ・ツアーの2004年12月25日、国立代々木競技場第一体育館（最終日）公演と、2004年11月8日、ZEPP TOKYO公演(Zepp Tokyo ver.)の模様は、2005年12月24日にDVD『SOUL STANDING BY〜』として（氷室の公式サイト内の限定販売のみで）リリース。
  - NBAのシャキール・オニールが所有していたビバリーヒルズにある豪邸を約7億円で購入し、11月7日付の米ロサンゼルス・タイムズ紙などで取り上げられた。
- 2005年（平成17年）
  - 9月14日 スクウェア・エニックスより発売された映像作品『ファイナルファンタジーVII アドベントチルドレン』のテーマ曲としてアルバム『NEO FASCIO』収録の楽曲「CALLING」が使用された[注釈 14]。
  - 12月31日〜2006年1月1日に、幕張メッセ国際展示場・9-11ホールで「KYOSUKE HIMURO COUNTDOWN LIVE 〜CROSSOVER 05-06〜」と題したカウントダウン・ライヴを行う。そのライヴの模様は、2009年4月29日にDVD『KYOSUKE HIMURO COUNTDOWN LIVE CROSSOVER 05-06 1st STAGE/2nd STAGE』としてリリース。
- 2006年（平成18年）
  - 2月8日 24作目シングル「EASY LOVE」リリース。
  - 3月31日 DVD『Kyosuke Himuro/Captured Clips 1988-2006』リリース。
  - 8月2日 GLAYとのコラボレーション・シングル「ANSWER」リリース。
  - 8月5日 - 6日 GLAYと「KYOSUKE HIMURO+GLAY 2006 at AJINOMOTO-STADIUM "SWING ADDICTION"」を味の素スタジアムで開催した[注釈 15]。
  - 10月4日 25作目シングル「SWEET REVOLUTION」リリース。
  - 11月27日 GLAYのツアーを京都会館第一ホールで観覧、アンコールで飛び入り出演する。
  - 12月20日 11作目アルバム『IN THE MOOD』リリース。
- 2007年（平成19年）
  - 2月24日 市原市市民会館で「KYOSUKE HIMURO TOUR 2007 "IN THE MOOD"」を開始。後に、そのライヴ・ツアーの2007年7月8日、さいたまスーパーアリーナ（最終日）公演の模様は、2008年6月11日にDVD『KYOSUKE HIMURO TOUR 2007"IN THE MOOD"』としてリリース。
  - 7月16日 ap bank fes '07にシークレットゲストとして出演、会場を驚かせた（ファンにも当然知らされていなかった[注釈 16]）。
- 2008年（平成20年）
  - 6月11日 ベスト・アルバム『20th Anniversary ALL SINGLES COMPLETE BEST JUST MOVIN' ON 〜ALL THE-S-HIT〜』リリース。同時に、2003年発売のアルバム『Follow the wind』をノンコピーコントロール仕様で再リリース。
  - 7月20日、さいたまスーパーアリーナで「KYOSUKE HIMURO 20th anniversary TOUR 2008 JUST MOVIN’ ON -MORAL〜PRESENT-」を開始。後に、このライヴ・ツアーの2008年9月14日、横浜アリーナ公演の模様は、2009年1月21日にDVD『20th ANNIVERSARY TOUR 2008 JUST MOVIN' ON -MORAL〜PRESENT-』としてリリースされ、また、2008年9月2日、日本武道館公演の模様を収録したDVD『20th Anniversary TOUR 2008 JUST MOVIN' ON -MORAL〜PRESENT- Special Live at the BUDOKAN』を2009年7月21日に（氷室の公式サイト内の限定販売のみで）リリース。
  - 9月21日 KYOSUKE HIMURO 20th anniversary TOURの札幌公演にシークレットゲストとしてGLAYが飛び入り参加。「ANSWER」と「SUMMER GAME」で再度共演する。
- 2009年（平成21年）
  - 9月19日 EIKICHI YAZAWA ROCK'N'ROLL IN TOKYO DOMEへシークレットゲストとして参加。
  - 9月27日 LIVE for LOVE We support WaterAid 横浜スタジアム
- 2010年（平成22年）
  - 7月14日 26作目シングル「BANG THE BEAT」リリース。
  - 9月4日 市原市市民会館にてSpecial Preview Live for KS PREMIUM MEMBERSと題した会員限定ライブ開催。
  - 9月8日 12作目アルバム「"B"ORDERLESS」リリース。
  - 9月9日 日本武道館にてTOUR2010-11 BORDERLESS "50x50 ROCK'N'ROLL SUICIDE"を開始。
  - 12月31日 日本武道館にて自身三度目となるカウントダウンライブ開催。
- 2011年（平成23年）
  - 2月12日 横浜アリーナにてTOUR2010-11 BORDERLESS "50x50 ROCK'N'ROLL SUICIDE"終了。
  - 6月11日（土）、6月12日（日）に東京ドームで東日本大震災の復興支援を目的とするチャリティ公演「KYOSUKE HIMURO GIG at TOKYO DOME“We Are Down But Never Give Up!!”」が行われた。
  - EMIミュージック・ジャパンからワーナーミュージック・ジャパンに移籍。
  - 12月17日 幕張メッセイベントホールにてKYOSUKE HIMURO SPECIAL GIGS THE BORDERLESS FROM BOØWY TO HIMURO"を開始。
  - 12月31日 日本武道館にてKYOSUKE HIMURO SPECIAL GIGS THE BORDERLESS FROM BOØWY TO HIMURO"終了。
- 2012年（平成24年）
  - 3月14日 27作目シングル「IF YOU WANT」リリース。
  - 8月7日 ニューユニット：GOSPELS OF JUDAS（ゴスペルズ オブ ジュダ）※HIMURO.comにて結成発表。8月7日、HIMURO.com内に、ダウンロードコンテンツ【DiGiTRONiX】を開設。
  - 9月26日 28作目シングル「WARRIORS」リリース。
  - 11月28日 デジタル・シングル「Bloody Moon」リリース。by GOSPELS OF JUDAS [Digital Contents Only]
  - 12月30日、31日 日本武道館にて「CROSSOVER 12-13」31日は4度目のカウントダウンライブ終了。
- 2013年（平成25年）
  - ソロ25周年
  - 3月11日 群馬にある実家など3棟が全半焼する事件が発生。
  - 5月1日 29作目シングル「NORTH OF EDEN」リリース。初回限定盤は「WARRIORS」のライブ映像と、三池崇史監督との対談映像を収録したDVD付の特別使用。
  - 8月21日 ベスト・アルバム「25th Anniversary BEST ALBUM "GREATEST ANTHOLOGY"」リリース。初回限定盤には25年間のライブ映像が入ったDVDが付属
- 2014年（平成26年）
  - 1月6日 全国でオンエアが開始されるフォルクスワーゲン「新型Golf Variant」の新TV-CM「Trek+ing」篇に楽曲提供とともに氷室本人がCMイメージキャラクターとして登場。
  - 7月13日 山口・周南市文化会館で行われたライブ中、同月19・20日の横浜スタジアム2日間公演をもって「氷室京介を卒業する」と電撃発表。のちの「The sun also rises」では歌詞と自身が重なったのか、涙ぐんで歌った。またこの発表の件はスタッフはじめ周囲は「知らなかった」と口をそろえ、同日深夜、公式サイトにて驚かせたことに対する謝罪と翌2015年のファイナルコンサートをもって、氷室京介としてのライブ活動を休止することが掲載された（結局ファイナルコンサートは後述の翌々2016年春の横浜スタジアムのリベンジライブに一旦決定したが、のちに4大ドームツアーに変更）。ただし、氷室は7月19日のライブにて寝耳に水報道を否定している[注釈 17]。
  - 7月16日 30作目シングル「ONE LIFE」リリース。
  - 7月19日 アンコールで卒業の理由は耳の不調だと明かす。7年前からある一定のトーンが聞こえづらくなり、利き耳である左耳に頼ってきたが、その左耳でさえもダメージを受け、日本語訳をすると音痴となるトーン・デフを患ったのだという。
  - 7月20日 この日のリハーサルで先日の雨で滑って転び肋骨を折る大怪我を負う。公演では雷の影響で一時中断され、再開時に骨折を公表。これらのハプニングに見舞われながらも「KYOSUKE HIMURO 25th Anniversary TOUR GREATEST ANTHOLOGY -NAKED-」を終了。
- 2015年（平成27年）
  - 3月2日 翌2016年春に、7月20日の横浜スタジアムのリベンジライブを開催することを一旦決定。セットリストは、ファンのリクエストによって決まることも発表。
  - 3月14日「Personal Jesus Cafe」が期間限定オープン。住所は渋谷区代官山町20-20モンシュリー代官山B2F。
  - 11月6日 第一弾「LIVE DAM STADIUM」にて来春ライブ演奏候補曲のリクエストキャンペーンが先行スタート。11月9日〜来年1月11日まで[注釈 18]。
  - 12月17日 翌2016年春のファイナルコンサートを「LAST GIGS」と題し、決まっていた横浜スタジアムから変更、初の4大ドームツアーとして開催することを発表した。
- 2016年（平成28年）
  - 4月13日 BOØWY時代も含めた初のオールキャリア・ベストアルバム『L'EPILOGUE』発売。
  - 4月19日『L'EPILOGUE』で通算12作目のオリコン週間アルバムチャート首位獲得を果たす[11]。
  - 4月23,24日「KYOSUKE HIMURO LAST GIGS」京セラドーム大阪
  - 4月29日「KYOSUKE HIMURO LAST GIGS」ナゴヤドーム
  - 5月14日「KYOSUKE HIMURO LAST GIGS」福岡ヤフオクドーム
  - 5月21,22,23日「KYOSUKE HIMURO LAST GIGS」東京ドームを終了。
- 2017年（平成29年）
  - 3月1日 2016年4月から5月にかけて開催されたライブツアー、「KYOSUKE HIMURO LAST GIGS」4地区、全7公演の模様を収めた映像作品『KYOSUKE HIMURO LAST GIGS』発売。DVDは初週で2.6万枚、Blu-rayは4.0万枚を売り上げ、共に3月13日付での週間チャート（オリコン）で首位獲得を達成した[12]。

- 2020年（令和2年）
  - 7月21日、60歳を迎える記念として、ソロデビューシングル「ANGEL」から2016年のベストアルバム『L'EPILOGUE』までの全作品の音楽配信サブスクリプションサービスを解禁。また、ニューアルバムへの楽曲を制作していることも発表された[13]。ちなみに、表記はされていないが一部の作品[注釈 19]は、リマスタリング音源での配信である[注釈 20]。iTunes等の、既に全作品が配信されたサイトでも、リマスタリング音源で再配信された。
  - 9月2日、以前から親交があったB'zのギタリストである松本孝弘のソロアルバム「Bluesman」内の楽曲「Actually」に作詞とボーカルで参加。

## 特徴

### 音楽性
クリエイターとしての制作活動も重視しており、日本を離れることで得たものもあった。自分の時間を自由に作曲、アレンジ、録音等に割くことができ、レコーディングには当初、ジョシュ・フリーズ（Josh Freese、ドラム）、マイケル・ランドウ（ギター）など、ロサンゼルスの著名なミュージシャンを直接交渉して起用することもできた。
日本にいた頃から、デヴィッド・ボウイやエルヴィス・コステロなどの影響を受けていた。渡米後は、1990年代以降のオルタナティヴ・ロックなどを意識した曲作りに始まり、時代とともに新たな録音システムを駆使した音作り、新たなロックの潮流にも貪欲に取り組んでいったといえる。自分で近年、「オタク」と認めるほど、制作に熱中して取り組む姿勢が窺える。特に2003年のリリースは「クレームが来ないか心配だった」と語る通り、現地仕込みのロック的要素を容赦なく出し始めた分岐点のようでもある。
ヴォーカリストとしてのイメージが強力であるが、弾き語りではそのギターテクニックを披露することもある。また、ソロ活動のレコーディングで稀にギターを演奏している。本田毅も認めるほど、そのレベルは高いようである。

### 作詞
作詞は、松井五郎や森雪之丞の起用が目立つ。本人曰く「BOØWY時代は、詞を書いたが、ソロではほとんど詞を書かなくなった」、「アルバム『FOLLOW THE WIND』は全て雪之丞さんに作詞を依頼した」。自分で作詞をしなくなったのは、BOØWYのアルバム『MORAL』収録曲の「SCHOOL OUT」の詞の内容に影響された若者が「あなたの言う通り学校を中退した」などとする内容の手紙を送ってきたためで、歌詞の影響力について深く知ったため、と述べている。
アルバム『IN THE MOOD』収録曲「Ignition」で、松井五郎を起用した際のエピソードとしては、「息子の成長を見守っている内に自分にも心境の変化があった。この世界を表現するには松井さんが適任だと思った」「彼の詞は聴き手によって、どちらの意味にも取れるので‥」とその理由を述べている。その他にもアルバム『"B"ORDERLESS』、シングル「ONE LIFE」(共作)で松井五郎が担当した。
最近では『"B"ORDERLESS』の中で多くを、かねてより親交があり、リスペクトし合う間柄となったTAKUROが担当したことも話題となった。

## エピソード

### 復興支援チャリティ公演
- 当初、2011年6月11日に東京ドームで、50歳のアニバーサリー公演を予定し、2011年3月14日に発表する準備をしていたが、その直前に震災が起こったため発表を見送り、公演自体を見直した。
- 東京ドームという場所柄、電力消費の問題もあるが、可能な限り節電に配慮し、最小限の電力、機材で行ったほか、氷室本人・バックバンドメンバー・コンサートスタッフの全員がボランティアとして参加し、このライブの収益金の全ては復興義援金として寄付された。
- 「互いの気持ちと力を合わせて支え合う運命の時。微力ではあるけれど俺なりに過酷な状況下でいまも闘っている皆さんを応援したいと思います。We are down but never give up ! 氷室京介」とコメント。
- ライブは、BOØWYの楽曲で全編が構成された。氷室がBOØWYの楽曲を演奏する件に関してはかつてのメンバーである布袋、松井、高橋には寝耳に水であったようで[14]、高橋が氷室にエールを贈ったものの[15]、松井は氷室のアクションを高く評価しつつ、「こんな時だからこそ再び4人で手を握り合い、協力すべきだ」「残念でならない」とコメント。
- また、布袋はTwitter上で氷室に関する質問攻めにあってしまったこともあり、2日ほど沈黙を続けていたが、その後、自身のブログ上で「再結成を望む気持ちは皆さんと同じでした」と述べた上で、「そして同時に自分の中で踏ん切りがつきました」と、今後の再結成も非現実的であることを伝えた[16][17]。
- 2日間でライブに参加したオーディエンスは11万人に上り、日本でのチャリティーライブにおいて過去最多の入場者数を記録した[注釈 21]。
- このライブの1ヶ月後に布袋と吉川晃司によるロックユニットCOMPLEXが日本一心を行うからか「来月友人たちがここでライブをやりますから…」と二人に向けて匂わせた発言をした。

### GOSPELS OF JUDAS
- GOSPELS OF JUDASとは、氷室と親交の深いクリエイター達が集まり、クリエイティヴィティだけを元に、「自由に遊びから生まれた音楽をデジタルツールを使ってリスナーに届けたい」という想いから、2012年に氷室が立ち上げた[18]【DiGiTRONiX】プロジェクトの一つで、氷室のレコーディングにギタリスト＆アレンジャーとして参加しているL.A.在住の日本人ギタリスト滝山幸英（YUKIHIDE TAKIYAMA、通称：YT）とのユニット。
- GOSPELS OF JUDASを立ち上げた経緯を氷室曰く「氷室京介という枠に囚われず、自由に楽曲を創出する、そういった想いを共有できるアーティスト仲間と作ったプロジェクト」と語っている。この【DiGiTRONiX】はまさに、アーティスト達の音楽の遊び場「Music Play Ground」として機能している為、GOSPELS OF JUDASの「Play Within A Play」においても、氷室京介名義のオリジナル作品では見られない音楽的アプローチがなされており、全く新しい氷室京介を発見する事になるだろう[注釈 22]。
- 2018年7月18日、1stアルバム『IF』を発表。

### 実家の火災事件
2013年3月11日、群馬にある実家など3棟が全半焼する事件が発生。両親共に無事ではあるものの実母が火災から逃げる際に腕を骨折する大ケガを負っている。この件に関して氷室側は公式WEBサイトで両親の命に別状がないことを報告。同日、氷室の実家に放火した女性が高崎署に出頭、現住建造物等放火容疑で逮捕、後に熱狂的な氷室、BOØWYファンによる犯行であることも明らかになった。また布袋と高橋によると、過去に犯人から自分宛に何度もツイートがあったことも明かされている。

## ディスコグラフィー

### シングル
|      | 発売日         | タイトル                                               | 規格品番                                     | 収録アルバム                                                  | 順位 |
| ---- | -------------- | ------------------------------------------------------ | -------------------------------------------- | ------------------------------------------------------------- | ---- |
| 1st  | 1988年7月21日  | ANGEL                                                  | XT10-2032                                    | FLOWERS for ALGERNON                                          | 1位  |
| 2nd  | 1988年10月7日  | DEAR ALGERNON                                          | XT10-2222                                    | FLOWERS for ALGERNON                                          | 2位  |
| 3rd  | 1989年7月26日  | SUMMER GAME                                            | XT10-2403                                    | NEO FASCIO                                                    | 1位  |
| 4th  | 1989年9月6日   | MISTY〜微妙に〜                                        | XT10-2410                                    | NEO FASCIO                                                    | 2位  |
| 5th  | 1990年5月16日  | JEALOUSYを眠らせて                                     | TODT-2511                                    | Higher Self                                                   | 1位  |
| 6th  | 1991年2月27日  | CRIME OF LOVE                                          | TODT-2625                                    | Higher Self                                                   | 2位  |
| 7th  | 1992年2月26日  | Urban Dance                                            | TODT-2800                                    | Memories Of Blue                                              | 2位  |
| 8th  | 1992年11月7日  | Good Luck My Love                                      | TODT-2954                                    | Memories Of Blue                                              | 5位  |
| 9th  | 1992年12月7日  | KISS ME                                                | TODT-2965                                    | Memories Of Blue                                              | 1位  |
| 10th | 1994年8月29日  | VIRGIN BEAT                                            | TODT-3285                                    | SHAKE THE FAKE                                                | 1位  |
| 11th | 1995年10月25日 | 魂を抱いてくれ                                         | PODH-1280                                    | MISSING PIECE                                                 | 2位  |
| 11th | 2000年6月28日  | 魂を抱いてくれ                                         | POCH-3003（再発盤）                          | MISSING PIECE                                                 | 2位  |
| 12th | 1996年6月24日  | STAY                                                   | PODH-1313                                    | MISSING PIECE                                                 | 1位  |
| 12th | 2000年6月28日  | STAY                                                   | POCH-3004（再発盤）                          | MISSING PIECE                                                 | 1位  |
| 13th | 1996年8月15日  | SQUALL                                                 | PODH-1322                                    | MISSING PIECE                                                 | 1位  |
| 13th | 2000年6月28日  | SQUALL                                                 | POCH-3005（再発盤）                          | MISSING PIECE                                                 | 1位  |
| 14th | 1997年1月15日  | WALTZ                                                  | POCH-9009                                    | MISSING PIECE                                                 | 4位  |
| 15th | 1997年6月4日   | NATIVE STRANGER                                        | PODH-1357                                    | I・DÉ・A                                                      | 2位  |
| 15th | 2000年6月28日  | NATIVE STRANGER                                        | POCH-3006（再発盤）                          | I・DÉ・A                                                      | 2位  |
| 16th | 1997年10月29日 | HEAT                                                   | PODH-1382                                    | I・DÉ・A                                                      | 5位  |
| 16th | 2000年6月28日  | HEAT                                                   | POCH-3007（再発盤）                          | I・DÉ・A                                                      | 5位  |
| 17th | 1999年8月18日  | SLEEPLESS NIGHT 〜眠れない夜のために〜                 | POCH-1837                                    | MELLOW                                                        | 6位  |
| 18th | 1999年10月27日 | ダイヤモンド・ダスト                                   | PODH-1509                                    | MELLOW                                                        | 3位  |
| 18th | 2000年6月28日  | ダイヤモンド・ダスト                                   | POCH-3008（再発盤）                          | MELLOW                                                        | 3位  |
| 19th | 2000年1月15日  | 永遠 〜Eternity〜                                      | POCH-1907                                    | MELLOW                                                        | 13位 |
| 20th | 2000年6月28日  | 炎の化石                                               | POCH-3009                                    | Collective SOULS 〜THE BEST OF BEST〜                         | 81位 |
| 21st | 2001年1月1日   | Girls Be Glamorous                                     | UPCH-9014                                    | beat haze odyssey                                             | 10位 |
| 22nd | 2003年7月21日  | Claudia                                                | TOCT-4520                                    | Follow the wind                                               | 10位 |
| 23rd | 2004年9月8日   | Wild Romance                                           | TOCT-4782                                    | IN THE MOOD                                                   | 6位  |
| 24th | 2006年2月8日   | EASY LOVE/BITCH AS WITCH                               | TOCT-4960                                    | IN THE MOOD                                                   | 6位  |
| 25th | 2006年10月4日  | SWEET REVOLUTION／IN THE NUDE 〜Even not in the mood〜 | TOCT-40054（通常盤）                         | IN THE MOOD                                                   | 3位  |
| 25th | 2006年10月4日  | SWEET REVOLUTION／IN THE NUDE 〜Even not in the mood〜 | TOCT-40055 （CD+DVD）                        | IN THE MOOD                                                   | 3位  |
| 25th | 2006年10月4日  | SWEET REVOLUTION／IN THE NUDE 〜Even not in the mood〜 | TOCT-40056（CD+DVD初回盤）                   | IN THE MOOD                                                   | 3位  |
| 26th | 2010年7月14日  | BANG THE BEAT／Safe And Sound                          | TOCT-40299（初回限定盤）                     | "B"ORDERLESS                                                  | 3位  |
| 26th | 2010年7月14日  | BANG THE BEAT／Safe And Sound                          | TOCT-40300（通常盤）                         | "B"ORDERLESS                                                  | 3位  |
| 27th | 2011年12月14日 | IF YOU WANT                                            | WPDH-10146（配信限定）                       | KYOSUKE HIMURO 25th Anniversary BEST ALBUM GREATEST ANTHOLOGY | 4位  |
| 27th | 2012年3月14日  | IF YOU WANT                                            | WPCL-11077                                   | KYOSUKE HIMURO 25th Anniversary BEST ALBUM GREATEST ANTHOLOGY | 4位  |
| 28th | 2012年9月26日  | WARRIORS                                               | WPCL-11195                                   | KYOSUKE HIMURO 25th Anniversary BEST ALBUM GREATEST ANTHOLOGY | 5位  |
| 29th | 2013年5月1日   | NORTH OF EDEN                                          | WPZL-11392（通常盤）                         | KYOSUKE HIMURO 25th Anniversary BEST ALBUM GREATEST ANTHOLOGY | 6位  |
| 29th | 2013年5月1日   | NORTH OF EDEN                                          | WPZL-30625（CD+DVD初回盤）                   | KYOSUKE HIMURO 25th Anniversary BEST ALBUM GREATEST ANTHOLOGY | 6位  |
| 30th | 2014年7月16日  | ONE LIFE                                               | WPCL-11957（横浜スタジアムメモリアル限定盤） | L'EPILOGUE                                                    | 6位  |
| 30th | 2014年7月16日  | ONE LIFE                                               | WPCL-11958（通常盤）                         | L'EPILOGUE                                                    | 6位  |

#### コラボレーション・シングル
| 発売日        | タイトル       | 規格品番                                         | 備考 |
| ------------- | -------------- | ------------------------------------------------ | --- |
| 2006年8月2日  | ANSWER         | TOCT-40027（通常盤）                             | GLAY feat. KYOSUKE HIMURO名義でリリースされたコラボレーションシングル。                                                                                            |
| 2006年8月2日  | ANSWER         | TOCT-40028（DVD付紙ジャケット仕様）              | GLAY feat. KYOSUKE HIMURO名義でリリースされたコラボレーションシングル。                                                                                            |
| 2006年8月2日  | ANSWER         | TOCT-40029（DVD付5万枚限定スペシャルパッケージ） | GLAY feat. KYOSUKE HIMURO名義でリリースされたコラボレーションシングル。                                                                                            |
| 2009年4月29日 | Safe And Sound | 配信限定                                         | KYOSUKE HIMURO feat.GERARD WAY名義でiTunes Store限定リリースされたコラボレーションシングル。後にCDシングル「BANG THE BEAT / Safe And Sound」としてリリースされた。 |

### アルバム

#### オリジナル・アルバム
|      | 発売日         | タイトル             | 規格品番                                                     |
| ---- | -------------- | -------------------- | ------------------------------------------------------------ |
| 1st  | 1988年9月1日   | FLOWERS for ALGERNON | RT28-5300 (LP)                                               |
| 1st  | 1988年9月1日   | FLOWERS for ALGERNON | CT32-5300 (CD)                                               |
| 1st  | 1988年9月1日   | FLOWERS for ALGERNON | ZT28-5300 (CT)                                               |
| 1st  | 2003年7月21日  | FLOWERS for ALGERNON | TOCT-25085（CCCD・デジタルリマスタリング・紙ジャケット仕様） |
| 2nd  | 1989年9月27日  | NEO FASCIO           | RT28-5555 (LP)                                               |
| 2nd  | 1989年9月27日  | NEO FASCIO           | CT32-5555 (CD)                                               |
| 2nd  | 1989年9月27日  | NEO FASCIO           | ZT28-5555 (CT)                                               |
| 2nd  | 2003年7月21日  | NEO FASCIO           | TOCT-25086（CCCD・デジタルリマスタリング・紙ジャケット仕様） |
| 3rd  | 1991年4月6日   | Higher Self          | TOCT-6000 (CD)                                               |
| 3rd  | 1991年4月6日   | Higher Self          | TOTT-6000 (CT)                                               |
| 3rd  | 2003年7月21日  | Higher Self          | TOCT-25087（CCCD・デジタルリマスタリング・紙ジャケット仕様） |
| 4th  | 1993年1月7日   | Memories Of Blue     | TOCT-6890 (CD)                                               |
| 4th  | 1993年1月7日   | Memories Of Blue     | TOTT-6890 (CT)                                               |
| 4th  | 2003年7月21日  | Memories Of Blue     | TOCT-25089（CCCD・デジタルリマスタリング・紙ジャケット仕様） |
| 5th  | 1994年9月26日  | SHAKE THE FAKE       | TOCT-8550                                                    |
| 5th  | 2003年7月21日  | SHAKE THE FAKE       | TOCT-25090（CCCD・デジタルリマスタリング・紙ジャケット仕様） |
| 6th  | 1996年9月30日  | MISSING PIECE        | POCH-1600                                                    |
| 7th  | 1997年12月10日 | I・DÉ・A             | POCH-1667                                                    |
| 8th  | 2000年2月23日  | MELLOW               | POCH-1908                                                    |
| 9th  | 2000年10月18日 | beat haze odyssey    | UPCH-9005（2CD初回限定盤）                                   |
| 9th  | 2000年10月18日 | beat haze odyssey    | UPCH-1026                                                    |
| 10th | 2003年8月20日  | Follow the wind      | TOCT-25095 (CCCD)                                            |
| 10th | 2008年6月11日  | Follow the wind      | TOCT-26564（CD-DA再発盤）                                    |
| 11th | 2006年12月20日 | IN THE MOOD          | TOCT-25984（DVD付初回限定盤）                                |
| 11th | 2006年12月20日 | IN THE MOOD          | TOCT-25985（通常盤）                                         |
| 12th | 2010年9月8日   | "B"ORDERLESS         | TOCT-26990（初回生産限定盤）                                 |
| 12th | 2010年9月8日   | "B"ORDERLESS         | TOCT-26991（通常盤）                                         |

#### ベスト・アルバム
| 発売日        | タイトル                                                                    | 規格品番                            | 備考 |
| ------------- | --------------------------------------------------------------------------- | ----------------------------------- | --- |
| 1995年7月19日 | SINGLES                                                                     | TOCT-9106                           | 初のシングルベスト。ミリオンセラー、自身最大のセールスを記録。 |
| 1998年6月24日 | Collective SOULS 〜THE BEST OF BEST〜                                       | POCH-1699                           | ソロデビュー10周年を記念してリリースされたベストアルバム。 |
| 2001年9月27日 | Ballad〜La Pluie                                                            | UPCH-1103                           | 初のバラード・ベスト。 |
| 2003年3月19日 | Case of HIMURO                                                              | TOCT-25005/6（初回限定盤）          | 東芝EMI、ユニバーサルミュージック在籍時代の音源と、BOØWYのセルフカバー音源、そしてデビューシングル「ANGEL」のリメイクを収録した2枚組のベスト。初回限定盤には「CLOUDY HEART」のセルフカバーも収録。                         |
| 2003年3月19日 | Case of HIMURO                                                              | TOCT-25008/9（通常盤）              | 東芝EMI、ユニバーサルミュージック在籍時代の音源と、BOØWYのセルフカバー音源、そしてデビューシングル「ANGEL」のリメイクを収録した2枚組のベスト。初回限定盤には「CLOUDY HEART」のセルフカバーも収録。                         |
| 2008年6月11日 | 20th Anniversary ALL SINGLES COMPLETE BEST JUST MOVIN' ON 〜ALL THE-S-HIT〜 | TOCT-26562/3                        | ソロデビュー20周年を記念してリリースされたベストアルバム。 オリコン週間アルバムチャート1位獲得。 |
| 2013年8月21日 | KYOSUKE HIMURO 25th Anniversary BEST ALBUM GREATEST ANTHOLOGY               | WPZL-30657/9（DVD付初回生産限定盤） | ソロデビュー25周年を記念してリリースされたベストアルバム。 初回生産限定盤には1988年から2013年までのライブビデオを集め、一つのライブのように繋げ収録した特典DVDが付く。 オリコン週間アルバムチャート1位獲得。               |
| 2013年8月21日 | KYOSUKE HIMURO 25th Anniversary BEST ALBUM GREATEST ANTHOLOGY               | WPCL-11536/7（通常盤）              | ソロデビュー25周年を記念してリリースされたベストアルバム。 初回生産限定盤には1988年から2013年までのライブビデオを集め、一つのライブのように繋げ収録した特典DVDが付く。 オリコン週間アルバムチャート1位獲得。               |
| 2016年4月13日 | L'EPILOGUE                                                                  | WPCL-12339/41（初回生産限定盤）     | BOØWY時代から現在に至るまでの楽曲をセレクトした、オールキャリア・ベスト。 初回生産限定盤には2003年から2014年までのライブテイクを集め、一つのライブのように繋げ収録した特典CDが付く。 オリコン週間アルバムチャート1位獲得。 |

#### その他のアルバム
| 発売日        | タイトル                     | 規格品番                                                     | 備考                                                                           |
| ------------- | ---------------------------- | ------------------------------------------------------------ | ------------------------------------------------------------------------------ |
| 1991年8月21日 | LOVER'S DAY double happiness | TOCT-6245                                                    | インストゥルメンタル作品集 プロデュース・編曲は大村雅朗                        |
| 2003年7月21日 | LOVER'S DAY double happiness | TOCT-25091（CCCD・デジタルリマスタリング・紙ジャケット仕様） | インストゥルメンタル作品集 プロデュース・編曲は大村雅朗                        |
| 1992年4月25日 | masterpiece ＃12             | TOCT-6450                                                    | リミックスアルバム 帯には「全12曲REMIXによる初ベストアルバム」と表記されている |
| 2003年7月21日 | masterpiece ＃12             | TOCT-25088（CCCD・デジタルリマスタリング・紙ジャケット仕様） | リミックスアルバム 帯には「全12曲REMIXによる初ベストアルバム」と表記されている |
| 1999年1月27日 | LOVER'S DAY II               | TOCT-24037                                                   | インストゥルメンタル作品集 プロデュース・編曲は井上鑑。                        |
| 2003年7月21日 | LOVER'S DAY II               | TOCT-25092（CCCD・デジタルリマスタリング・紙ジャケット仕様） | インストゥルメンタル作品集 プロデュース・編曲は井上鑑。                        |

### 配信限定コンテンツ
| 発売日         | タイトル | 備考 |
| -------------- | --- | --- |
| 2007年4月4日   | Lightning Trick on iTunes -TOUR 2007 "IN THE MOOD"-                                                                      | iTunes Store限定販売 同年3月13日に行われた大阪厚生年金会館公演からカバー曲除く全25曲の映像を5回に分けて配信 現在は販売終了 |
| 2007年4月18日  | Lightning Trick on iTunes -TOUR 2007 "IN THE MOOD"-                                                                      | iTunes Store限定販売 同年3月13日に行われた大阪厚生年金会館公演からカバー曲除く全25曲の映像を5回に分けて配信 現在は販売終了 |
| 2007年5月9日   | Lightning Trick on iTunes -TOUR 2007 "IN THE MOOD"-                                                                      | iTunes Store限定販売 同年3月13日に行われた大阪厚生年金会館公演からカバー曲除く全25曲の映像を5回に分けて配信 現在は販売終了 |
| 2007年5月30日  | Lightning Trick on iTunes -TOUR 2007 "IN THE MOOD"-                                                                      | iTunes Store限定販売 同年3月13日に行われた大阪厚生年金会館公演からカバー曲除く全25曲の映像を5回に分けて配信 現在は販売終了 |
| 2007年6月20日  | Lightning Trick on iTunes -TOUR 2007 "IN THE MOOD"-                                                                      | iTunes Store限定販売 同年3月13日に行われた大阪厚生年金会館公演からカバー曲除く全25曲の映像を5回に分けて配信 現在は販売終了 |
| 2008年6月11日  | KYOSUKE HIMURO TOUR 2007 IN THE MOOD                                                                                     | iTunes Store限定販売 同日発売のDVDから5曲の映像とデジタルブックレットを配信 現在は販売終了 |
| 2008年9月13日  | 20th Anniversary TOUR 2008 Special Live in BUDOKAN Maximum!! -OFFICIAL PIRATES MIX- 2008.09.01                           | HIMURO.COM限定販売（MP3ファイル） 同年9月1・2日に行われた日本武道館公演を収録 同年11月30日に販売終了、2012年10月7日からDiGiTRONiXにて販売再開 |
| 2008年9月13日  | 20th Anniversary TOUR 2008 Special Live in BUDOKAN Maximum!! -OFFICIAL PIRATES MIX- 2008.09.02                           | HIMURO.COM限定販売（MP3ファイル） 同年9月1・2日に行われた日本武道館公演を収録 同年11月30日に販売終了、2012年10月7日からDiGiTRONiXにて販売再開 |
| 2011年2月7日   | TOUR2010-11 BORDERLESS"50x50 ROCK' N' ROLL SUICIDE"-OFFICIAL PIRATES MIX 20101231                                        | HIMURO.COM限定販売（MP3ファイル） 2010年12月30・31日に行われた日本武道館公演を収録 同年6月30日に販売終了、2012年10月7日からDiGiTRONiXにて販売再開 |
| 2011年2月7日   | TOUR2010-11 BORDERLESS"50x50 ROCK' N' ROLL SUICIDE"-OFFICIAL PIRATES MIX 20101230-                                       | HIMURO.COM限定販売（MP3ファイル） 2010年12月30・31日に行われた日本武道館公演を収録 同年6月30日に販売終了、2012年10月7日からDiGiTRONiXにて販売再開 |
| 2011年12月14日 | IF YOU WANT | シングル CD発売に先駆けて配信 |
| 2012年2月3日   | OFFICIAL PIRATES MIX SPECIAL GIGS THE BORDERLESS FROM BOØWY TO HIMUROYOYOGI NATIONAL FIRST GYMNASIUM                     | HIMURO.COM限定販売（MP3ファイル） 前年に行われたツアーを収録 1曲ごとに分割されておらず、全曲が1つのMP3ファイルに収録されている 代々木公演、日本武道館公演、日本武道館公演と同公演から3曲のMP4(映像)ファイル付セット、全種類入セットの4形態で販売された 2012年10月7日からDiGiTRONiXへ販売サイトが移行 |
| 2012年2月3日   | OFFICIAL PIRATES MIX SPECIAL GIGS THE BORDERLESS FROM BOØWY TO HIMURONIPPON BUDOKAN                                      | HIMURO.COM限定販売（MP3ファイル） 前年に行われたツアーを収録 1曲ごとに分割されておらず、全曲が1つのMP3ファイルに収録されている 代々木公演、日本武道館公演、日本武道館公演と同公演から3曲のMP4(映像)ファイル付セット、全種類入セットの4形態で販売された 2012年10月7日からDiGiTRONiXへ販売サイトが移行 |
| 2012年2月3日   | OFFICIAL PIRATES MIX SPECIAL GIGS THE BORDERLESS FROM BOØWY TO HIMURONIPPON BUDOKAN + SPECIAL MOVIES                     | HIMURO.COM限定販売（MP3ファイル） 前年に行われたツアーを収録 1曲ごとに分割されておらず、全曲が1つのMP3ファイルに収録されている 代々木公演、日本武道館公演、日本武道館公演と同公演から3曲のMP4(映像)ファイル付セット、全種類入セットの4形態で販売された 2012年10月7日からDiGiTRONiXへ販売サイトが移行 |
| 2012年2月3日   | OFFICIAL PIRATES MIX SPECIAL GIGS THE BORDERLESS FROM BOØWY TO HIMUROFULL PACKAGE                                        | HIMURO.COM限定販売（MP3ファイル） 前年に行われたツアーを収録 1曲ごとに分割されておらず、全曲が1つのMP3ファイルに収録されている 代々木公演、日本武道館公演、日本武道館公演と同公演から3曲のMP4(映像)ファイル付セット、全種類入セットの4形態で販売された 2012年10月7日からDiGiTRONiXへ販売サイトが移行 |
| 2012年10月7日  | LOVE & GAME REMIX | シングル (Tessey Nakano feat.Steve Stevens名義) DiGiTRONiX限定販売（MP3ファイル） REMIXと銘打たれてるがボーカル他ほとんどのパートが新録されている |
| 2012年11月28日 | Bloody Moon | シングル (GOSPELS OF JUDAS名義) 現在は販売終了 |
| 2012年12月5日  | 龍が如く5 夢、叶えし者 "featured songs"                                                                                  | アルバム Bloody Moon他、『龍が如く5 夢、叶えし者』に使用された7曲を収録 現在は販売終了 |
| 2013年1月1日   | 25th ANNIVERSARY NEW YEAR'S GIFT TRACK                                                                                   | HIMURO.COM限定配信（MP3ファイル） この前日行われた日本武道館公演からLOVE & GAME REMIXを無料配信 同月31日に配信終了 |
| 2013年1月15日  | OFFICIAL PIRATES MIX CROSSOVER 12-13 DAY-1                                                                               | DiGiTRONiX限定販売（MP3ファイル） 前年の日本武道館でのカウントダウン公演を収録 |
| 2013年1月15日  | OFFICIAL PIRATES MIX CROSSOVER 12-13 DAY-2                                                                               | DiGiTRONiX限定販売（MP3ファイル） 前年の日本武道館でのカウントダウン公演を収録 |
| 2014年12月19日 | 25th Anniversary TOUR GREATEST ANTHOLOGY -NAKED- OFFICIAL PIRATES MIXLive at TOKYO INTERNATIONAL FORUM HALL-A 2014.06.03 | DiGiTRONiX限定販売（MP3ファイル） 同年行われた東京国際フォーラム公演を収録 |
| 2014年12月19日 | 25th Anniversary TOUR GREATEST ANTHOLOGY -NAKED- OFFICIAL PIRATES MIXLive at TOKYO INTERNATIONAL FORUM HALL-A 2014.06.04 | DiGiTRONiX限定販売（MP3ファイル） 同年行われた東京国際フォーラム公演を収録 |
| 2014年12月19日 | 25th Anniversary TOUR GREATEST ANTHOLOGY -NAKED- FINAL DESTINATIONLive at YOKOHAMA STADIUM 2014.07.19                    | DiGiTRONiX限定販売（MP3ファイル） 同年行われた横浜スタジアム公演を収録 翌年発売の同公演を収録したDVD/Blu-rayに付属するCDと同内容であることを明記して販売された。 |
| 2014年12月19日 | 25th Anniversary TOUR GREATEST ANTHOLOGY -NAKED- FINAL DESTINATIONLive at YOKOHAMA STADIUM 2014.07.20                    | DiGiTRONiX限定販売（MP3ファイル） 同年行われた横浜スタジアム公演を収録 翌年発売の同公演を収録したDVD/Blu-rayに付属するCDと同内容であることを明記して販売された。 |
| 2016年10月14日 | KYOSUKE HIMURO LAST GIGS 20160523 TOKYO                                                                                  | DiGiTRONiX限定販売（MP3ファイル） 同年に行われたライブ活動休止前最後のツアーを全公演分配信 9月に発表された当初は11月から順次ランダムにリリース予定であった |
| 2016年10月28日 | KYOSUKE HIMURO LAST GIGS 20160514 FUKUOKA                                                                                | DiGiTRONiX限定販売（MP3ファイル） 同年に行われたライブ活動休止前最後のツアーを全公演分配信 9月に発表された当初は11月から順次ランダムにリリース予定であった |
| 2016年11月11日 | KYOSUKE HIMURO LAST GIGS 20160521 TOKYO                                                                                  | DiGiTRONiX限定販売（MP3ファイル） 同年に行われたライブ活動休止前最後のツアーを全公演分配信 9月に発表された当初は11月から順次ランダムにリリース予定であった |
| 2016年11月25日 | KYOSUKE HIMURO LAST GIGS 20160424 OSAKA                                                                                  | DiGiTRONiX限定販売（MP3ファイル） 同年に行われたライブ活動休止前最後のツアーを全公演分配信 9月に発表された当初は11月から順次ランダムにリリース予定であった |
| 2016年12月9日  | KYOSUKE HIMURO LAST GIGS 20160429 NAGOYA                                                                                 | DiGiTRONiX限定販売（MP3ファイル） 同年に行われたライブ活動休止前最後のツアーを全公演分配信 9月に発表された当初は11月から順次ランダムにリリース予定であった |
| 2016年12月24日 | KYOSUKE HIMURO LAST GIGS 20160522 TOKYO                                                                                  | DiGiTRONiX限定販売（MP3ファイル） 同年に行われたライブ活動休止前最後のツアーを全公演分配信 9月に発表された当初は11月から順次ランダムにリリース予定であった |
| 2016年12月24日 | KYOSUKE HIMURO LAST GIGS 20160423 OSAKA                                                                                  | DiGiTRONiX限定販売（MP3ファイル） 同年に行われたライブ活動休止前最後のツアーを全公演分配信 9月に発表された当初は11月から順次ランダムにリリース予定であった |

DiGiTRONiXは2022年9月30日をもってサービス終了したため、OFFICIAL PIRATES MIXシリーズを始めとする配信限定コンテンツは現在入手不可能。

### 映像作品
|      | 発売日         | タイトル                                                                                                | 規格        | 規格品番                       |
| ---- | -------------- | --- | ----------- | ------------------------------ |
| 1st  | 1989年6月28日  | KING OF ROCK SHOW of 88'S-89'S TURNING PROCESS                                                          | VHS         | FK062-1012                     |
| 1st  | 1989年6月28日  | KING OF ROCK SHOW of 88'S-89'S TURNING PROCESS                                                          | LD          | FV062-1012                     |
| 1st  | 2009年3月18日  | KING OF ROCK SHOW of 88'S-89'S TURNING PROCESS                                                          | DVD         | TOBF-5621（再発盤）            |
| 2nd  | 1990年7月27日  | NEO FASCIO TURNING POINT                                                                                | VHS         | TOVF-1056                      |
| 2nd  | 1990年7月27日  | NEO FASCIO TURNING POINT                                                                                | LD          | TOLF-1056                      |
| 2nd  | 2009年3月18日  | NEO FASCIO TURNING POINT                                                                                | DVD         | TOBF-5622（再発盤）            |
| 3rd  | 1990年12月24日 | Birth of Lovers                                                                                         | 2VHS        | TOVF-1099～100                 |
| 4th  | 1991年11月27日 | OVER SOUL MATRIX                                                                                        | VHS         | TOVF-1134                      |
| 4th  | 1991年11月27日 | OVER SOUL MATRIX                                                                                        | LD          | TOLF-1134                      |
| 4th  | 2009年3月18日  | OVER SOUL MATRIX                                                                                        | DVD         | TOBF-5623（再発盤）            |
| 5th  | 1993年4月28日  | CAPTURED CLIPS                                                                                          | VHS         | TOVF-1161                      |
| 5th  | 1993年4月28日  | CAPTURED CLIPS                                                                                          | LD          | TOLF-1161                      |
| 6th  | 1995年12月15日 | LIVE AT THE TOKYO DOME SHAKE THE FAKE TOUR                                                              | VHS         | POVH-1050                      |
| 6th  | 1995年12月15日 | LIVE AT THE TOKYO DOME SHAKE THE FAKE TOUR                                                              | LD          | POLH-1050                      |
| 6th  | 2009年3月18日  | LIVE AT THE TOKYO DOME SHAKE THE FAKE TOUR                                                              | DVD         | TOBF-5624（再発盤）            |
| 7th  | 1997年5月14日  | MISSING PIECE                                                                                           | VHS         | POVH-1056                      |
| 8th  | 1998年12月24日 | The One Night Stands 〜TOUR "COLLECTIVE SOULS" 1998〜                                                   | VHS         | POVH-9001（初回生産限定盤）    |
| 8th  | 1998年12月24日 | The One Night Stands 〜TOUR "COLLECTIVE SOULS" 1998〜                                                   | VHS         | POVH-1072（通常版）            |
| 8th  | 2009年3月18日  | The One Night Stands 〜TOUR "COLLECTIVE SOULS" 1998〜                                                   | DVD         | TOBF-5625（再発盤）            |
| 9th  | 1999年12月24日 | 100152                                                                                                  | VHS         | POVH-1090                      |
| 9th  | 2000年2月2日   | 100152                                                                                                  | DVD         | POBH-1001                      |
| 10th | 2000年10月18日 | Digital BeatNix Tower                                                                                   | DVD         | ORDX-1005                      |
| 10th | 2000年10月18日 | Digital BeatNix Tower                                                                                   | CD-ROM      | ORRX-1017〜8                   |
| 11th | 2003年11月25日 | CASE OF HIMURO 15th Anniversary Special LIVE                                                            | 3DVD        | TOBF-5260〜2                   |
| 12th | 2003年11月25日 | KYOSUKE HIMURO TOUR2003 "HIGHER THAN HEAVEN"AT YOYOGI NATIONAL STADIUM                                  | 2DVD        | TOBF-5322〜3                   |
| 13th | 2004年12月24日 | 21st Century Boøwys vs HIMURO〜An Attempt to Discover New Truths〜                                      | 3DVD        | TOBF-5360〜2                   |
| 13th | 2012年9月26日  | 21st Century Boøwys vs HIMURO〜An Attempt to Discover New Truths〜                                      | Blu-ray+2CD | WPZL-90019〜21（再発盤）       |
| 14th | 2005年12月24日 | SOUL STANDING BY〜                                                                                      | 3DVD        | ALGN-0001〜3                   |
| 15th | 2006年3月31日  | CAPTURED CLIPS 1988-2006                                                                                | DVD         | TOBF-5076                      |
| 16th | 2008年6月11日  | KYOSUKE HIMURO TOUR 2007"IN THE MOOD"                                                                   | 2DVD        | TOBF- 5587〜8                  |
| 17th | 2009年1月21日  | 20th ANNIVERSARY TOUR 2008 JUST MOVIN' ON -MORAL〜PRESENT-                                              | 2DVD        | TOBF-5613〜4                   |
| 18th | 2009年2月25日  | L'EGOISTE                                                                                               | DVD         | TOBF-5619                      |
| 19th | 2009年4月29日  | KYOSUKE HIMURO COUNTDOWN LIVE CROSSOVER 05-06 1st STAGE/2nd STAGE                                       | 4DVD        | TOBF-5640〜3                   |
| 20th | 2009年7月21日  | 20th Anniversary TOUR 2008 JUST MOVIN' ON -MORAL〜PRESENT- Special Live at the BUDOKAN                  | 2DVD        | ALGN-0008〜9                   |
| 21st | 2011年12月14日 | 東日本大震災復興支援チャリティライブ KYOSUKE HIMURO GIG at TOKYO DOME "We Are Down But Never Give Up!!" | DVD         | ALGN-0038                      |
| 22nd | 2012年2月15日  | KYOSUKE HIMURO TOUR2010-11 BORDERLESS 50×50 ROCK'N'ROLL SUICIDE                                         | 2DVD+2CD    | TOBF-5726〜7                   |
| 22nd | 2012年2月15日  | KYOSUKE HIMURO TOUR2010-11 BORDERLESS 50×50 ROCK'N'ROLL SUICIDE                                         | Blu-ray+2CD | TOXF-5726                      |
| 23rd | 2012年12月25日 | SPECIAL GIGS THE BORDERLESS FROM BOØWY TO HIMURO                                                        | 2Blu-ray    | ALGN-0048〜9                   |
| 24th | 2014年1月30日  | COUNTDOWN LIVE CROSSOVER 12-13                                                                          | Blu-ray+2CD | ALGN-0100〜2                   |
| 24th | 2014年1月30日  | COUNTDOWN LIVE CROSSOVER 12-13                                                                          | DVD+2CD     | ALGN-0103〜5                   |
| 25th | 2015年1月21日  | KYOSUKE HIMURO 25th Anniversary TOUR GREATEST ANTHOLOGY -NAKED-FINAL DESTINATION DAY-01                 | DVD+2CD     | WPZL-90055〜7                  |
| 25th | 2015年1月21日  | KYOSUKE HIMURO 25th Anniversary TOUR GREATEST ANTHOLOGY -NAKED-FINAL DESTINATION DAY-01                 | Blu-ray+2CD | WPZL-90058〜60                 |
| 26th | 2015年2月14日  | KYOSUKE HIMURO 25th Anniversary TOUR GREATEST ANTHOLOGY -NAKED-FINAL DESTINATION DAY-02                 | Blu-ray+2CD | ALGN-0110〜2                   |
| 26th | 2015年2月14日  | KYOSUKE HIMURO 25th Anniversary TOUR GREATEST ANTHOLOGY -NAKED-FINAL DESTINATION DAY-02                 | DVD+2CD     | ALGN-0113〜5                   |
| 27th | 2016年12月24日 | KYOSUKE HIMURO TOUR2010-11 BORDERLESS 50×50 ROCK'N'ROLL SUICIDE at BUDOKAN                              | Blu-ray     | ALGN-0119                      |
| 28th | 2017年3月1日   | KYOSUKE HIMURO LAST GIGS                                                                                | Blu-ray     | WPXL-90138（通常盤）           |
| 28th | 2017年3月1日   | KYOSUKE HIMURO LAST GIGS                                                                                | 2Blu-ray    | WPXL-90145〜6（初回BOX限定盤） |
| 28th | 2017年3月1日   | KYOSUKE HIMURO LAST GIGS                                                                                | 2DVD        | WPBL-90406〜7（通常盤）        |
| 28th | 2017年3月1日   | KYOSUKE HIMURO LAST GIGS                                                                                | 3DVD        | WPBL-90416〜8（初回BOX限定盤） |
| 29th | 2018年2月14日  | KYOSUKE HIMURO THE COMPLETE FILM OF LAST GIGS                                                           | 2Blu-ray    | WPXL-90171〜2                  |
| 29th | 2018年2月14日  | KYOSUKE HIMURO THE COMPLETE FILM OF LAST GIGS                                                           | 2DVD        | WPBL-90461〜2                  |

### 収録作品
| 発売日       | タイトル                        | 収録曲    | 規格 |
| ------------ | ------------------------------- | --------- | ---- |
| 2015年3月2日 | 龍が如く0 80's Hits! Collection | 「ANGEL」 | CD   |

### タイアップ
| 年     | 曲                                                     | タイアップ先                                                                                     |
| ------ | ------------------------------------------------------ | ------------------------------------------------------------------------------------------------ |
| 1989年 | MISTY〜微妙に〜                                        | カネボウCMソング                                                                                 |
| 1990年 | JEALOUSYを眠らせて                                     | CX系ドラマ「恋のパラダイス」主題歌                                                               |
| 1991年 | MOON                                                   | 映画「月光のピアス」サントラ                                                                     |
| 1991年 | LOVE SONG                                              | 映画「月光のピアス」サントラ                                                                     |
| 1992年 | Good Luck My Love                                      | TBS系「ムーブ」エンディングテーマ                                                                |
| 1992年 | Urban Dance                                            | よみうりテレビ系ドラマ「…ひとりでいいの」主題歌                                                  |
| 1992年 | KISS ME                                                | 三貴「ブティックJOY」CMソング                                                                    |
| 1994年 | VIRGIN BEAT                                            | 三貴「カメリアダイアモンド」CMソング                                                             |
| 1995年 | 魂を抱いてくれ                                         | テレビ朝日系ドラマ「風の刑事・東京発!」主題歌                                                    |
| 1995年 | MIDNIGHT EVE                                           | 「関西セルラー（現au）」CMソング                                                                 |
| 1996年 | STAY                                                   | TBS系「COUNT DOWN TV」オープニングテーマ                                                         |
| 1996年 | SQUALL                                                 | 日本テレビ系ドラマ「グッドラック」主題歌                                                         |
| 1996年 | NAKED KING ON THE BLIND HORSE                          | 「トヨタ・RAV4」CMソング                                                                         |
| 1997年 | WALTZ                                                  | 「ダイドーブレンドコーヒー」CMソング                                                             |
| 1997年 | DRIVE                                                  | 「ダイドーブレンドコーヒー」CMソング                                                             |
| 1997年 | HEAT                                                   | 「ダイドーブレンドコーヒー」CMソング                                                             |
| 1997年 | 堕天使                                                 | 「ダイドーブレンドコーヒー」CMソング                                                             |
| 1997年 | 炎の化石                                               | 「ダイドーブレンドコーヒー」CMソング                                                             |
| 1997年 | NATIVE STRANGER                                        | よみうりテレビ・日本テレビ系ドラマ「せいぎのみかた」主題歌                                       |
| 1999年 | ダイヤモンド・ダスト                                   | CX系ドラマ「氷の世界」主題歌                                                                     |
| 2000年 | 永遠 〜Eternity〜                                      | 東宝配給映画「ISORA/多重人格少女」テーマソング                                                   |
| 2000年 | OUTSIDE BEAUTY                                         | テレビ朝日系ドラマ「科捜研の女」主題歌                                                           |
| 2001年 | Girls Be Glamorous                                     | 資生堂「ピエヌ」CMソング                                                                         |
| 2001年 | REVOLVER                                               | テレビ朝日系「たけしの万物創世記」エンディングテーマ                                             |
| 2003年 | Claudia                                                | WOWOWヨーロッパサッカーイメージソング                                                            |
| 2004年 | Wild Romance                                           | ギャガ配給映画「ヴァン・ヘルシング」日本語吹き替え版エンディングテーマ                           |
| 2005年 | CALLING                                                | スクウェア・エニックスCG映像作品「FINAL FANTASY VII ADVENT CHILDREN」イメージソング              |
| 2006年 | EASY LOVE                                              | music.jp CMソング                                                                                |
| 2006年 | BITCH AS WITCH                                         | WOWOWヨーロッパサッカーイメージソング                                                            |
| 2006年 | SWEET REVOLUTION                                       | 読売テレビ・日本テレビ系『ダウンタウンDX』エンディングテーマ                                     |
| 2009年 | Safe And Sound                                         | スクウェア・エニックスCG映像作品「FINAL FANTASY VII ADVENT CHILDREN COMPLETE」エンディングテーマ |
| 2010年 | BANG THE BEAT                                          | アサヒ飲料「グリーンコーラ」、「ドライスパークリング」CMソング                                   |
| 2011年 | IF YOU WANT                                            | 日本テレビ系「NEWS ZERO」エンディングテーマ                                                      |
| 2011年 | ENEMY'S INSIDE                                         | 日本グッドイヤー「EAGLE LS EXE（イーグルエルエスエグゼ）」ストリーク扁CMソング                   |
| 2012年 | WARRIORS                                               | 学校法人モード学園系列「HAL (専門学校)」CMソング                                                 |
| 2012年 | WARRIORS                                               | WOWOWヨーロッパサッカーイメージソング                                                            |
| 2012年 | 魂を抱いてくれ                                         | セガ PlayStation 3用ゲームソフト『龍が如く5 夢、叶えし者』挿入歌                                 |
| 2012年 | Still the One                                          | セガ PlayStation 3用ゲームソフト『龍が如く5 夢、叶えし者』挿入歌                                 |
| 2012年 | So Far So Close                                        | セガ PlayStation 3用ゲームソフト『龍が如く5 夢、叶えし者』挿入歌                                 |
| 2012年 | ダイヤモンド・ダスト                                   | セガ PlayStation 3用ゲームソフト『龍が如く5 夢、叶えし者』挿入歌                                 |
| 2012年 | 永遠 〜Eternity〜                                      | セガ PlayStation 3用ゲームソフト『龍が如く5 夢、叶えし者』挿入歌                                 |
| 2012年 | Wild Romance                                           | セガ PlayStation 3用ゲームソフト『龍が如く5 夢、叶えし者』挿入歌                                 |
| 2013年 | NORTH OF EDEN                                          | ワーナー・ブラザース映画配給映画「藁の楯」主題歌                                                 |
| 2014年 | ONE LIFE                                               | フォルクスワーゲンゴルフ ヴァリアント「Trek+ing」篇CMソング                                      |
| 2019年 | BANG THE BEAT                                          | LIVE MAX CMソング                                                                                |
| 2019年 | LOVER'S DAY -20th Anniversary Special Arrange Version‐ | LIVE MAX CMソング                                                                                |

### 提供作品
| 年     | アーティスト   | タイトル                     | 作詞                        | 作曲     | 編曲         | 備考 |
| ------ | -------------- | ---------------------------- | --------------------------- | -------- | ------------ | --- |
| 1980年 | 水島裕         | 「光と影」                   | 奈月大門                    | 寺西修   |              | BOØWY時代の頃の2ndアルバム『INSTANT LOVE』収録の楽曲「FUNNY-BOY」の原曲。 |
| 1985年 | 奥田圭子       | 「STORMY NIGHT」             | 芹沢類                      | 氷室京介 | 小泉まさみ   | |
| 1985年 | 奥田圭子       | 「プラスティック」           | 秋元康                      | 氷室京介 | 布袋寅泰     | |
| 1987年 | YOCO & LOOKOUT | 「Out of Control」           | 南風太                      | 寺西修一 |              | |
| 1987年 | YOCO & LOOKOUT | 「Lookin' For The Paradise」 | 南風太                      | 寺西修一 |              | |
| 1987年 | 小泉今日子     | 「3001年のスターシップ」     | 湯川れい子                  | 氷室京介 | ホッピー神山 | メロディーはアルバム『FLOWERS for ALGERNON』収録の楽曲「LOVE & GAME」と同一。 |
| 1989年 | 仲村知夏       | 「天使は眠っている」         | 森正和                      | 氷室京介 |              | |
| 1989年 | 仲村知夏       | 「BE COOL」                  | 松宮晴吉                    | 氷室京介 |              | メロディーはアルバム『FLOWERS for ALGERNON』収録の楽曲「LOVE & GAME」と同一。 |
| 1998年 | 反町隆史       | 「SINCERELY」                | 反町隆史                    | 氷室京介 | 吉田健       | |
| 1998年 | 反町隆史       | 「ONE」                      | 反町隆史                    | 氷室京介 | 吉田健       | 後にアルバム『beat haze odyssey』で同曲をセルフカバーした。 |
| 2003年 | DAIGO☆STARDUST | 「MARIA」                    | DAIGO                       | 氷室京介 |              | メロディーはシングル「Claudia」と同一。 |
| 2007年 | KAT-TUN        | 「Keep the faith」           | 氷室京介 SPIN RAP詞： JOKER | 氷室京介 | ha-j         | 後にアルバム『20th Anniversary ALL SINGLES COMPLETE BEST JUST MOVIN' ON 〜ALL THE-S-HIT〜』で同曲をセルフカバーした。自身が作詞に携わるのは、アルバム『Case of HIMURO』に収録されている「CLOUDY HEART」、「ANGEL 2003」以来、4年7か月ぶり。 |

### 参加作品
| 年     | アーティスト | タイトル     | 収録作品     | 備考                 |
| ------ | ------------ | ------------ | ------------ | -------------------- |
| 2020年 | 松本孝弘     | 「Actually」 | 『Bluesman』 | 作詞とボーカルで参加 |

## ライブコンサート
- 1988年
  - KING OF ROCK SHOW "DON'T KNOCK THE ROCK"（5公演、約5万人）
  - KING OF ROCK SHOW "FLOWERS for ALGERNON"（15公演、約18万人）
- 1989年
  - "NEO FASCIO"TOUR（36公演、約13万人）
- 1990年
  - "NEO FASCIO ENCORE" TOUR ARENA '90（7公演、約10万人）
- 1991年
  - OVER SOUL MATRIX TOUR 1991（46公演、約12万人）
- 1993年
  - TOUR 1993 "L'EGOISTE"（51公演、約15万人）
- 1994年
  - SHAKE THE FAKE（16公演、約19万人）
- 1998年
  - TOUR "COLLECTIVE SOULS"1998 One Night Stand[注釈 28]（14公演、約21万人）
- 2000年
  - KYOSUKE HIMURO TOUR 2000"BEAT HAZE ODYSSEY"（35公演、約10万人）
- 2003年
  - KYOSUKE HIMURO "Case of HIMURO"15th Anniversary Special LIVE（7月20日、さいたまスーパーアリーナ）約3万5千人
  - KYOSUKE HIMURO TOUR 2003 "HIGHER THAN HEAVEN"（38公演、約12万人）
- 2004年
  - KYOSUKE HIMURO "21st Century Boøwys VS HIMURO"（8月22日、東京ドーム）約5万5千人
  - KYOSUKE HIMURO TOUR 2004 "SOUL STANDING BY〜"（49公演、約14万人、11月8日、Zepp Tokyo ver.を含む）
- 2005年
  - KYOSUKE HIMURO"SOUL STANDING BY- PLUS"（1月1日、日本武道館）
  - KYOSUKE HIMURO COUNT DOWN LIVE 〜CROSSOVER 05-06〜（12月31日、幕張メッセ）2公演、約4万5千人
- 2006年
  - KYOSUKE HIMURO+GLAY 2006 at AJINOMOTO-STADIUM "SWING ADDICTION"（8月5日〜6日、東京スタジアム（味の素スタジアム））2公演、約10万人
- 2007年
  - KYOSUKE HIMURO TOUR 2007 "IN THE MOOD"（47公演、約12万人）
- 2008年
  - KYOSUKE HIMURO 20th anniversary TOUR 2008 JUST MOVIN' ON -MORAL〜PRESENT-（23公演）
- 2010年
  - KYOSUKE HIMURO TOUR2010-11 "BORDERLESS" -Special Preview Live for KING SWING Premium Members-（9月4日、市原市市民会館）
  - KYOSUKE HIMURO TOUR2010-11 "BORDERLESS"（52公演）約20万人
- 2011年
  - KYOSUKE HIMURO GIG at TOKYO DOME "We Are Down But Never Give Up!!"（6月11日〜12日、東京ドーム）2公演、12万人
  - KYOSUKE HIMURO SPECIAL GIGS THE BORDERLESS FROM BOØWY TO HIMURO（12月17日〜31日、6公演）
- 2012年
  - CROSSOVER 12-13（12月30日〜12月31日、日本武道館）2公演、3万人
- 2014年
  - KYOSUKE HIIMURO Charity Live in SENDAI"We Are Down But Never Give Up!!"（3月11日、仙台サンプラザホール）
  - 「25th Anniversary TOUR GREATEST ANTHOLOGY -NAKED-」（3月15日〜6月22日）42公演
  - 「25th Anniversary TOUR GREATEST ANTHOLOGY -NAKED-」追加公演（6月27日〜7月20日）8公演
- 2016年
  - 「KYOSUKE HIMURO LAST GIGS」（4月23日〜5月23日）4会場7公演、35万人
  - 会場一覧
    - 京セラドーム大阪
    - バンテリンドーム ナゴヤ
    - 福岡ヤフオクドーム
    - 東京ドーム

## 出演

### 映画
- 裸の24時間（1984年、自主制作映画）

全編白黒映画。フィルムは傷んでしまっており、上映は不可能

### テレビドラマ
- 特命刑事ザ・コップ 第6話（1985年5月24日放送、テレビ朝日）
不良DJ役。崔洋一からの依頼で出演[要出典]。

### テレビ番組
- キング・オブ・ロックショー 氷室京介（1989年4月22日、NHK総合、BS（日にち不明））
- 89広島コンサート（1989年9月16日、NHK総合（BS[日にち不明] SUMMER GAME等））
- エンターテインメント・スペシャル 「氷室京介 48HOURS」- THE SLEEPLESS NIGHTS-（1999年7月9日、NHKBS2）
- 2006 FNS歌謡祭（2006年12月6日、フジテレビ）
- NEWS ZERO（2010年9月8日・10月11日・2011年2月15日、2013年8月20日、日本テレビ）

当時の番組プロデューサーだった「山崎大介」が2010年から密着取材を続け、随時放映してきた。その集大成として2016年、ドキュメンタリー作品『DOCUMENT OF KYOSUKE HIMURO“POSTSCRIPT”』として、Hulu限定配信および劇場映画として公開される。
- 氷室京介 WOWOW SPECIAL〜DOCUMENT OF LAST GIGS〜（WOWOW、2016年6月26日）ナレーションは古舘伊知郎

### ラジオ番組
- 「SF Rock Station」（1986年10月 - 1987年3月、東海ラジオ）[3]
- 「TOSHIBA PREMIA 3」（1990年4月〜1992年3月、TOKYO FM）

### CM
- 東芝、I・DE・A（1988年）
- 資生堂、ピエヌ（2001年）
- アサヒ飲料、グリーンコーラ、ドライスパークリング（2010年）
- フォルクスワーゲン「新型Golf Variant」の新TV-CM「Trek+ing」篇（2014年）

### ゲーム
- 龍が如く5 主題歌｢Bloody Moon｣ (氷室京介が結成した新ユニット、｢GOSPELS OF JUDAS｣[ゴスペルズ オブ ジュダ]による楽曲) (2012年)

## 書籍

### 写真集
- Don't Knock The Rock / KING OF ROCK SHOW（1988年）ISBN 9784789704076
- HIMURO DOCUMENT 1987-1988（シンコーミュージック、1988年）ISBN 9784401621408
- FLOWERS for ALGERNON / KING OF ROCK SHOW（1989年）ISBN 9784789704373
- PAPARAZZI[注釈 29]（1991年）